# Матяшівка (Миргородський район)
Матяші́вка — село в Україні у Гоголівській селищній громаді Миргородського району. Населення станом на 2001 рік становило 965 осіб. До 2020 року орган місцевого самоврядування — Матяшівська сільська рада.

## Географія
Село Матяшівка розташоване за 20 км від селища Велика Багачка, на правому березі річки Псел, нижче за течією примикає село Підлуки, на протилежному березі — село Яреськи. Річка в цьому місці звивиста, утворює лимани та заболочені озера, у тому числі озеро Вузьке. На східній околиці села бере початок річка Вузька. До села примикає лісовий масив. Поруч пролягає залізниця, станція Матяшівка.

## Історія
Село засноване 1726 року та належало до Шишацької сотні[джерело?]. Назва села походить від імені легендарного першого поселенця козака Матяша.
За реєстром Війська Запорозького після Зборівського договору 16 жовтня 1649 року село належало, ймовірно, до Миргородського полку Уцтивицької (тобто Устивицької) сотні.
У переписних книгах 1666 року вказується, що у Матяшівці Жигмонтовського (Устивицького) повіту був 41 двір (крім козацьких дворів).
У 1726 році в Матяшівці налічувався 51 домогосподарств. Селом володів Роман Лісницький за універсалом гетьмана Івана  Скоропадського від 1709 року.
У 1729 році в селі вже налічувалось 62 домогосподарства. Власницею села була дружина Романа Лісницького.

Матяшівка на карті 1857 року

У 1768 та березні 1778 року Матяшівка згадується у складі Миргородської протопопії. Найдавніша відома церква святого Миколая була збудована 1776 року.
У 1782 році полк за указом Катерини II від 16 вересня 1781 року було ліквідовано. Територія полку увійшла тим складом, що залишився від 1775 року (12 сотень), до Київського намісництва. Матяшівка належала до Миргородського повіту. Того ж року в селі сталися селянські заворушення.
На час входження Миргородського повіту до складу Полтавської губернії Матяшівка належала до Устивицької волості.
За даними 1859 року у власницькому і козацькому селі при річці Псел було 146 дворів, 1242 жителя, діяла православна церква.
У 1884 році Миколаївську церкву поставили на мурований цоколь, тоді ж до неї прибудували дерев’яну дзвіницю. При церкві діяла церковнопарафіяльна школа.
У 1885 році колишнє державне і власницьке село при річці Вузька мало 214 дворів і 1150 жителів, православну церкву, постоялий двір, 6 вітряних млинів, 6 маслобійних заводів. Село тоді належало до Яреськівської волості Миргородського повіту.
У 1900 році в Матяшівці було 297 дворів, 1889 жителів; у 1910 році — 292 домогосподарства, 1790 жителів. В селі працювало 9 теслярів, 8 шевців, 4 кравці, 4 ковалі, 11 ткачів.
У 1912 році в селі налічувалося 2010 осіб, діяла земська школа.
У січні 1918 року в селі розпочалась тимчасова радянська окупація.
7 березня 1923 року Матяшівка увійшла до Шишацького району Полтавської округи Полтавської губернії.
У 1929 році, під час примусової колективізації, в селі були створені колгоспи «Нове життя» та імені Сталіна. Колективізація тривала до 1934 року.
З лютого 1931 року село було у складі Диканського району Харківської області, з 22 січня 1935 року — у складі Великобагачанського району Харківської області.
У 1932—1933 роках внаслідок Голодомору, проведеного радянським урядом, у селі загинуло 196 мешканців, у тому числі встановлено імена 6 загиблих. Збереглися свідчення про Голодомор місцевих жителів, серед яких Дзябенко Г. Ф., Кравченко В. (1922 р. н.), Лейко В. М.
До 1933 року в селі діяла початкова школа, згодом — семирічна.
Під час тимчасової німецько-фашистської окупації на території сільської ради з вересня 1941 по травень 1942 року діяла група підпільників на чолі з Олексієм Мануйленком (закатований в гестапо). З липня по вересень 1943 року в селі діяли парашутний партизанський загін імені Котовського та партизани загону під керівництвом секретаря Шишацького РК КПУ Купріяна Тутки. Мешканці Матяшівки постачали патризанам харчі, одяг, переховували їх у своїх будинках.
Упродовж 18 вересня 1941 — 14 вересня 1943 років окупаційною владою на примусові роботи до Німеччини вивезено 87 осіб.
У 1957 році в селі було встановлено пам'ятники воїнам-односельцям, які полягли (210 осіб) на фронтах Німецько-радянської війни, та на братській могилі радянських воїнів і партизанів, загиблих 1943 року.
У 1966 році колгосп ім. Енгельса, центральна садиба якого містилася в селі, мав 3517 га землі. Виробничим напрямом було рільництво і тваринництво.
У 1966 році в Матяшівці була восьмирічна школа, бібліотека, клуб. Населення становило 1122 осіб. Сільській раді був підпорядкований населений пункт Лейків (нині не існує).
У 1967 році в селі було встановлено пам'ятники Фрідріху Енгельсу та на могилі комсомольця Я. А. Федоряки, що загинув 1920 року.
У 1990 році населення села становило 1051 особу.
У 1991 році в селі діяли колгосп ім. Ф. Енгельса (рослинницько-тваринницького напряму), неповна середня школа, Будинок культури на 300 місць, кіноустановка, бібліотека (10,1 тис. одиниць літератури).
12 червня 2020 року, відповідно до розпорядження Кабінету Міністрів України № 721-р «Про визначення адміністративних центрів та затвердження територій територіальних громад Полтавської області», Матяшівська сільська рада об'єднана з Гоголівською селищною громадою.
19 липня 2020 року, в результаті адміністративно-територіальної реформи та ліквідації Великобагачанського району, село увійшло до складу новоутвореного Миргородського району.

## Економіка
- Молочно-товарна ферма;
- ТОВ «Світанок».

## Політика

### Парламентські вибори, 2019
На позачергових парламентських виборах 2019 року у селі функціонувала окрема виборча дільниця № 530020, розташована у приміщенні школи.
Результати
- зареєстрований 541 виборець, явка 56,56%, найбільше голосів віддано за «Слугу народу» — 60,46%, за Радикальну партію Олега Ляшка — 9,15%, за Всеукраїнське об'єднання «Батьківщина» — 7,19%.[6] В одномандатному окрузі найбільше голосів отримала Анастасія Ляшенко (Слуга народу) — 46,38 %, за Костянтина Іщейкіна (самовисування) — 17,11 %, за Олексія Баганця (Всеукраїнське об'єднання «Батьківщина») — 8,55 %[7].

## Об'єкти соціальної сфери
- Матяшівська середня загальноосвітня школа І—ІІ ступенів
- Будинок культури на 300 місць
- Бібліотека

## Меморіали, пам'ятники
- Пам'ятник[d] воїнам-односельцям, які полягли на фронтах німецько-радянської війни
- Пам'ятник[d] на братській могилі радянських воїнів і партизанів, загиблих 1943 року
- Пам'ятник Фрідріху Енгельсу[d]
- Пам'ятник на могилі[d] комсомольця Я. А. Федоряки, що загинув 1920 року
- В околицях Матяшівки є п’ять поодиноких курганів і два майдани. Висота насипів до трьох метрів

## Відомі особи
- Андрієнко Олексій Григорович (1895 — ?) — бандурист
- Дзябенко Яків Мартинович (1892—1959) — військовий і громадський діяч, старшина охорони Головного отамана Армії УНР Симона Петлюри, ад'ютант і старшина для доручень Президента УНР в екзилі Андрія Лівицького, адміністративний сотник Армії УНР
- Ігнатченко Григорій Іванович (нар. 1940) — дослідник історії української еміграції в Північній Америці та зарубіжної історіографії
- Павлик Андрій Григорович (1893, с. Піски, Лубенський р-н, Полтавська обл. — ?) — українець, із духовенства, освіта початкова. Мешкав у с. Матяшівка Великобагачанського р-ну Полтавської обл. Священик. Заарештований 29 липня 1937 року. Засуджений Полтавським обласним судом 7 грудня 1937 року за ст. 54-10 ч. 1 КК УРСР до 8 років позбавлення волі з обмеженням у правах на 5 років. Реабілітований Генеральною прокуратурою України 10 листопада 1992 року[8]
- Хоружий Григорій Фокович (1947— 2018) — український державний і політичний діяч, дипломат